# Parade (théâtre)
Pour les articles homonymes, voir Parade.

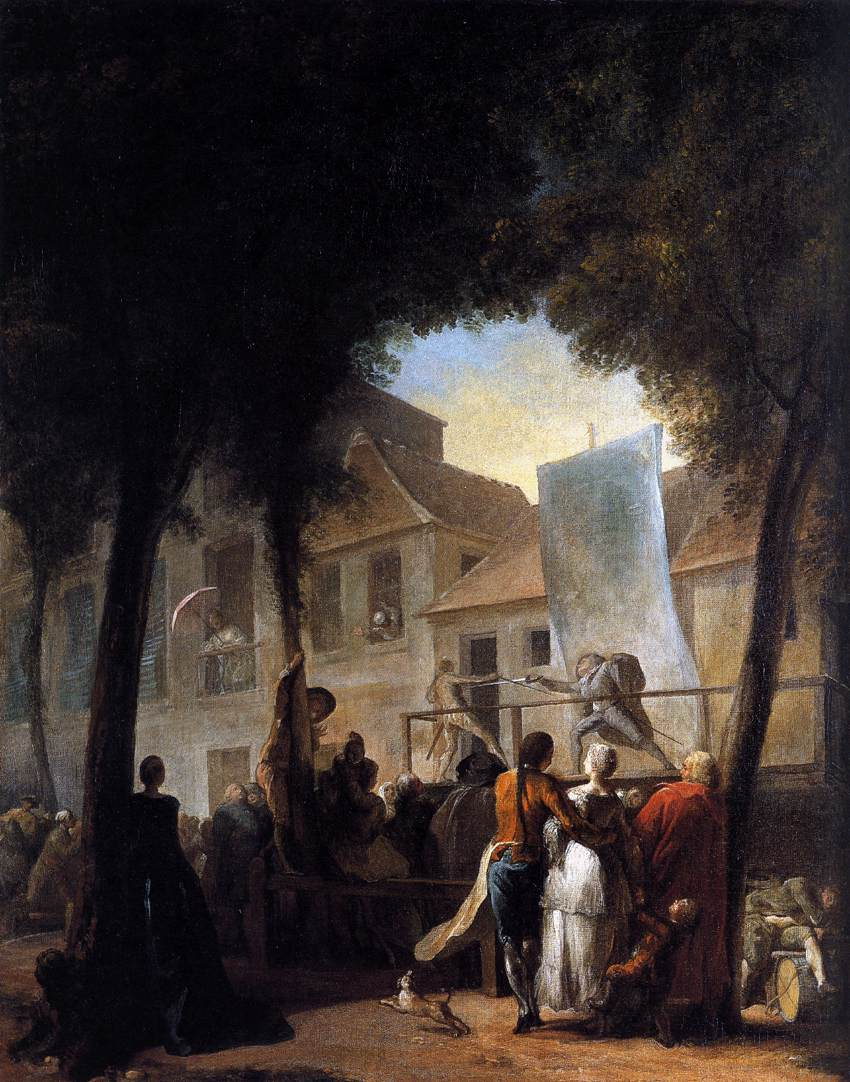
La Parade du Boulevard de Saint-Aubin, National Gallery, 1760

La parade était, au XVIIe siècle, une petite pièce jouée devant un théâtre forain. Son but était d’attirer le public, pour lui faire ensuite l’annonce du spectacle préparé à l’intérieur.

## Histoire
Tabarin fut le plus spirituel des auteurs de ces ébauches comiques. Il jouait les siennes avec son compère Mondor sur le Pont Neuf, qui, au XVIIe siècle, était l’endroit de Paris le plus fréquenté par les amateurs de représentations en plein vent. Brioché, moins célèbre par ses parades que par son grand singe, provoqué, si on en croit d’Assoucy, et tué d’un coup d’épée par Cyrano, y avait aussi son théâtre. Le père Rousseau, Bobèche et Galimafré ont acquis une véritable renommée en improvisant et en jouant des parades sur les théâtres forains de Paris.
Au XVIIIe siècle, le terme désigne une forme dramatique brève caractérisée par son style volontiers grossier, inspirée de la comédie italienne et qui retranscrit un langage et des mœurs populaires outrés pour un public noble ou bourgeois. Les plus anciens théâtres du boulevard ne dédaignèrent pas, à leurs commencements, de donner des spectacles gratuits, pour entrainer les désœuvrés de leur côté. Il évolua vers le théâtre de Boulevard.
Les représentants les plus connus de ce genre furent Collé et Vadé. Corbie a réuni sous le titre de Théâtre des Boulevards ou Recueil de parades (1756, 3 vol. in-12 ; de courtes pièces sans prétention, de Sallé, Moncrif, Piron, Collé, Fagan, etc. ; mais ce sont moins des parades que des farces, des proverbes, des vaudevilles, etc.
On trouve de véritables parades dans les œuvres de Tabarin (1622, in-12), réimprimées dans la « Bibliothèque elzévirienne » de Jannet.
Les premières œuvres publiées de Beaumarchais sont des parades qui furent écrites et jouées au château d'Étiolles, pour le divertissement des hôtes de la Marquise de Pompadour.

Parades de Daumier
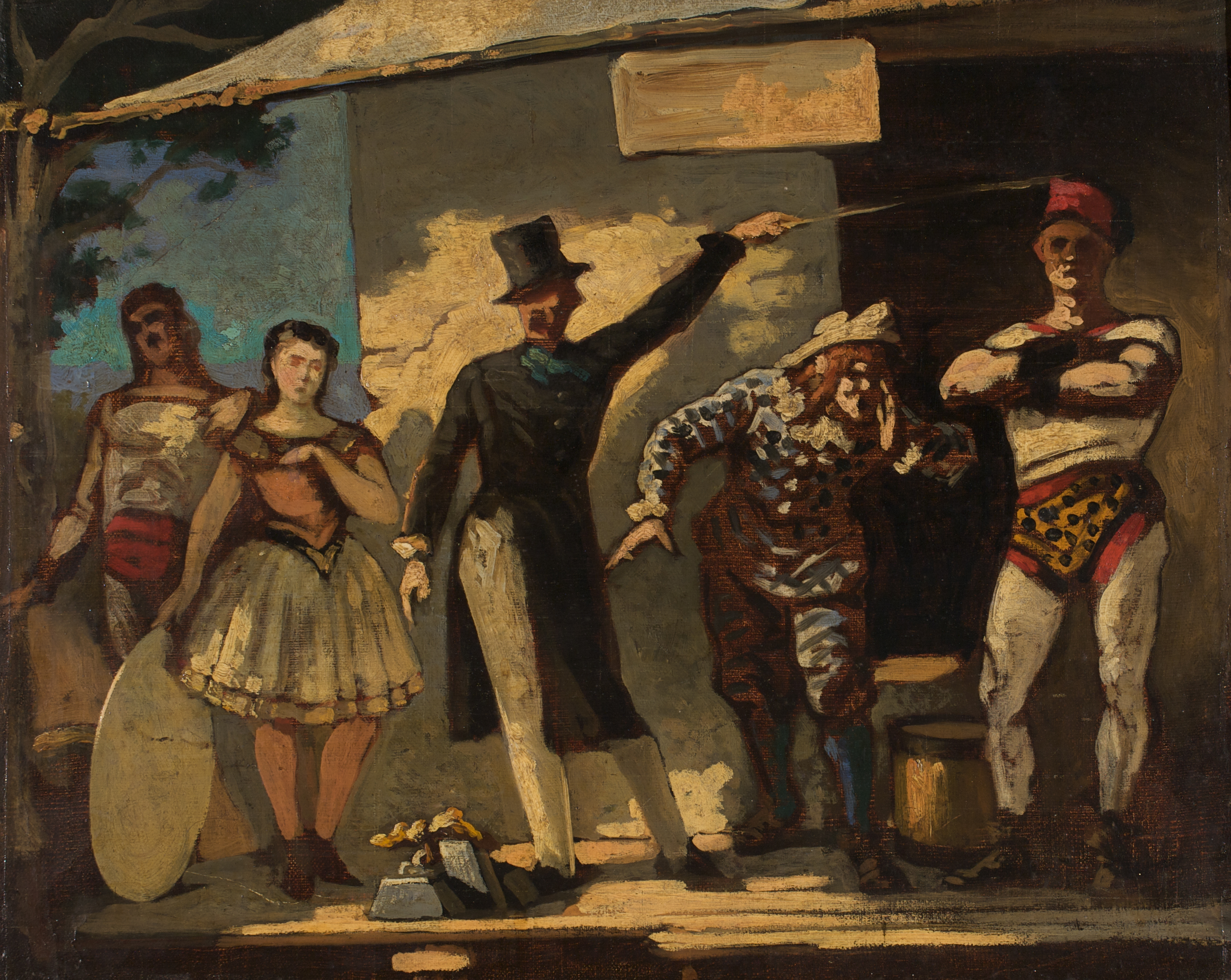
Les Jongleurs (Parade), 1860-1865 Palais du Belvédère (Vienne)
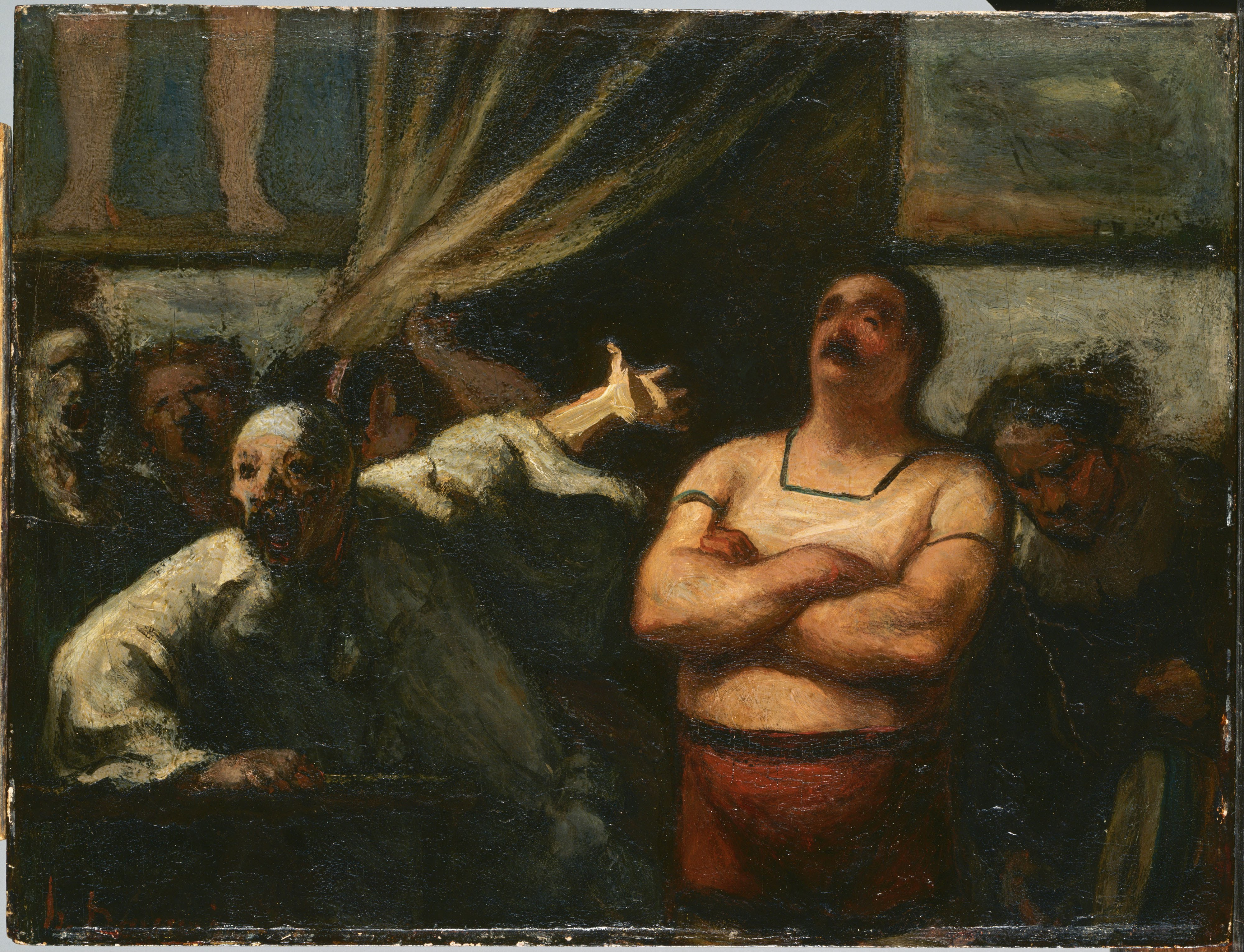
L'Homme fort, vers 1865 The Phillips Collection, Washington

## Source
- Gustave Vapereau, Dictionnaire universel des littératures, Paris, Hachette, 1876, p. 1534-5